# じゃかるた新聞
じゃかるた新聞（英語: The Daily Jakarta Shimbun、インドネシア語: Harian Jakarta Shimbun）とは、インドネシア唯一の邦字新聞である。ジャカルタに本社を置くPT. BINA KOMUNIKA ASIATAMA。
2025年１月時点の発行部数は約3000部。2024年８月から土曜日の発刊を停止し、月曜日から金曜日に紙面を発行している。公式ホームページでは電子版を掲載している。

## 沿革
同社は1998年7月28日、フレディ・チャンドラ氏、アダム・ヌグロホ氏、ユスフ・カラディブラタ氏、スクリスノ氏、中村隆二（博士）、ジャカルタ州知事ならびに在日本インドネシア大使を歴任したウィヨゴ・アトモダルミント将軍の6人が発起人となり設立された。1998年11月6日に当時メディアの許認可を監督官庁である情報省に直談判し発行ライセンスを取得した。
　初代編集長には、日本人ジャーナリストの草野靖夫が招かれた。草野は1981年から1986年まで毎日新聞のジャカルタ支局長を務めていた。スハルト政権崩壊後、スハルト時代に禁止された出版物の多くが復活していることを知り、インドネシアの新しい民主化に関する正確で詳細な情報を日本人読者に提供する新聞づくりに参画した。じゃかるた新聞は1998年11月16日に創刊。当初の発行部数は200部であったが、2008年から2009年時点の発行部数は約4,000部であった。
　2010年11月、日本の文化や観光情報などを発信するインドネシア語の電子新聞「Halo Jepang!」の発行を試験的に開始。2013年2月には無料の月刊タブロイド紙として発刊された。しかし、2021年8月時点ではフェイスブック上での発信が主体となっており、紙媒体での発行は行われていない。

## 内容
じゃかるた新聞の総ページ数は8ページである。
1面は当日に起きたインドネシアのニュースや分析記事、株価・為替情報の他、インドネシアで活躍している日系企業のニュースや邦人も詳しくは知らないインドネシア有数企業についての紹介記事がある。
2面から7面には、時事通信社が配信する日本国内外の記事をジャンルごとに掲載しており、金曜日の８面には観光情報やNHKワールドプレミアムの週間番組表が掲載されている。
8面には日本人コミュニティーのニュースやイベント情報、ジャカルタ日本人学校の児童生徒による作文集が掲載される。